# Малийско-французские отношения
Малийско-французские отношения — двусторонние дипломатические отношения между Францией и Мали.
Франция была бывшим колониальным правителем Мали, тогда известным как Французский Судан, в котором она управляла из столицы Бамако, позже став столицей новорожденной Республики Мали. Французское правление повлияло на Мали в нескольких аспектах, таких как принятие французского языка в качестве основного языка Мали. Благодаря этому Франция и Мали имеют прочную связь. Обе страны являются членами Международной организации франкоязычных стран. Во Франции проживает более 120 000 малийцев.

## Недавние отношения

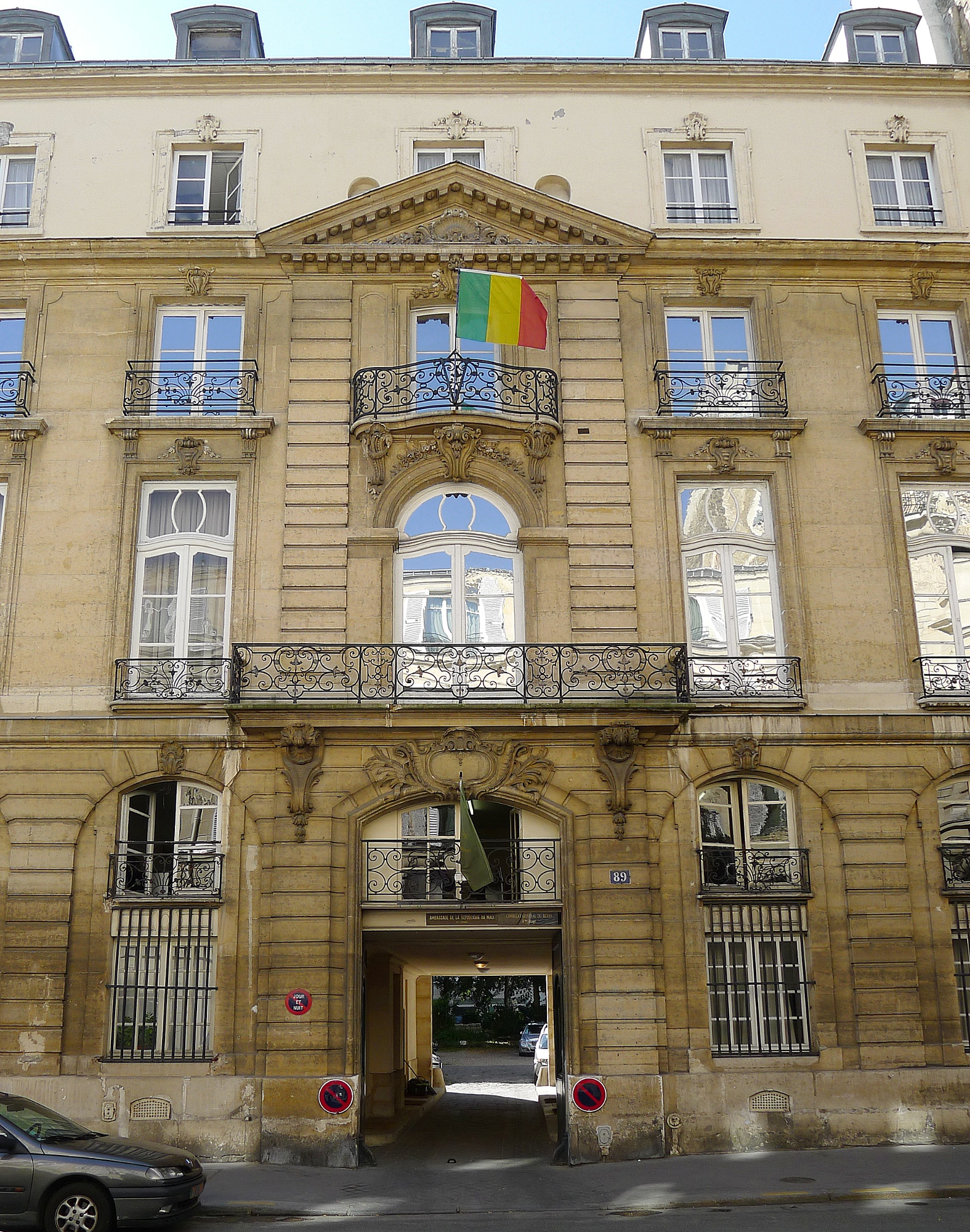
Посольство Мали в Париже

### Конфликт Северного Мали
В ответ на рост «Аль-Каиды» в исламском Магрибе в 2012 году после краха Азавада в рамках конфликта на севере Мали Франция развернула 4000 военнослужащих и отправила много военного снаряжения в рамках операции «Сервал». Франция очень осторожно относится к ситуации в Мали, поскольку Мали была бывшей колонией Франции и имеет связь с Францией.
В 2017 году президент Эммануэль Макрон поклялся бороться с каждым террористом в Мали.

### Ухудшение отношений с Францией
В декабре 2023 года Мали денонсировало соглашения об избежании двойного налогообложения с Францией, срок действия которых истекает «в течение трех месяцев»..

## Современный период
Отношения между Францией и Мали в наше время осложнены. Они развиваются, оставляя неоколониальные рамки Франсафрики.

## Культурные отношения
Во Франции есть большая малийская диаспора. Франция и Мали являются полноправными членами Международной организации франкоязычных стран.

## Дипломатические миссии
- У Франции есть посольство в Бамако.
- Мали имеет посольство в Париже.